# امیل زرمانی
امیل زرمانی (فرانسوی: Émile Zermani‎; ۲۵ سپتامبر ۱۹۱۱ – ۱۰ مهٔ ۱۹۸۳) بازیکن فوتبال اهل فرانسه بود.
از باشگاه‌هایی که در آن بازی کرده‌است می‌توان به باشگاه فوتبال نیم المپیک، و باشگاه فوتبال المپیک مارسی اشاره کرد.
وی همچنین در تیم ملی فوتبال فرانسه بازی کرده‌است.